# Petruskreuz
Als Petruskreuz bezeichnet man ein auf dem Kopf stehendes lateinisches Kreuz.

Petruskreuz

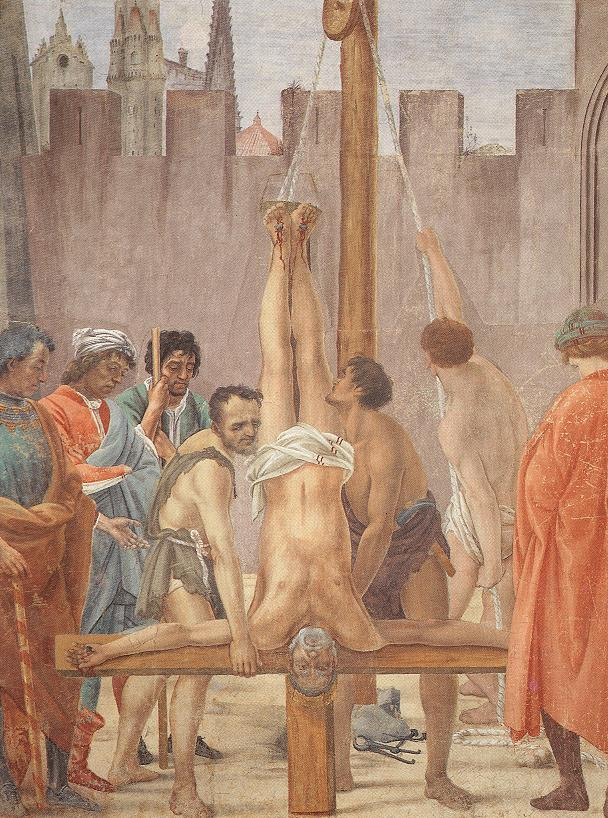
Darstellung der Kreuzigung Petri aus dem 15. Jhd., Ausschnitt eines Freskos von Filippino Lippi

## Christlicher Hintergrund
Nach christlicher Überlieferung bat der Apostel Petrus, als er bei seinem missionarischen Wirken in Rom verhaftet wurde und gekreuzigt werden sollte, darum, kopfüber gekreuzigt zu werden. Dazu äußerte er, dass er nicht würdig sei, auf die gleiche Weise wie Christus zu sterben.
Katholische Kirchen, die dem Patrozinium des heiligen Petrus unterstellt sind, tragen oder trugen anstatt des lateinischen Kreuzes ein Petruskreuz auf dem Turm. Auch in der Kunst taucht das umgekehrte Kreuz, auch zusammen mit dem Motiv des Schlüssels, als Symbol des Apostels Petrus auf.

## Neuzeitliche Deutung
In der Neuzeit wird das umgekehrte Kreuz, losgelöst von der christlichen Überlieferung, oft als Umkehrung christlicher Werte oder als Verspottung bzw. Ablehnung der Kirchen als Organisationen oder des Christentums an sich interpretiert, etwa im Umfeld des modernen Okkultismus, insb. im Satanismus. In der Black-Metal-Szene etwa wird das Kreuz, ähnlich dem Drudenfuß, ebenfalls in diesem Sinne verwendet. Darüber hinaus wird das Kreuz in Teilen der Schwarzen Szene oft als Provokation benutzt und nicht zwingend als Zeichen des Satanismus.
In Horrorfilmen und -computerspielen wird das Petruskreuz gern als angebliches Symbol des Antichristen und/oder des Teufels präsentiert, obwohl die biblische Überlieferung dies nicht hergibt. Auch ist den meisten Satanismus- und/oder Okkultismuskreisen bekannt, dass das Petruskreuz nichts mit dem Antichrist oder schwarzmagischen Kreaturen wie zum Beispiel Dämonen zu tun hat. Invertierte Schutz- und Heiligensymbole sind ein beliebtes Motiv in der Horrorkultur, wo sie von der angeblichen Ankunft dämonischer Kräfte künden.
Georg Baselitz verstieß mit seinem umgekehrten Kreuzigungsbild, das er der evangelischen Annenkapelle in Luttrum überließ, bewusst gegen die Regeln der christlichen Ikonografie. Darüber entbrannte in den 1990er-Jahren ein lang andauernder Streit.

## Schriftzeichen
In Unicode ist im Block Zusätzliche Interpunktion als U+2E38 turned dagger ein Zeichen enthalten, dessen in den Codetabellen dargestellte Glyphe dem Petruskreuz in der Schriftart Times New Roman entspricht.